# 2016年夏季奧林匹克運動會射箭比賽
2016年夏季奧林匹克運動會射箭比賽於2016年8月6日至12日在巴西里約熱內盧薩普卡伊侯爵森巴場舉行。
本屆奧運射箭比賽，傳統強權南韓獨得4面金牌，完成賽史首次由單一國家獨攬全部金牌的紀錄。

## 比賽形式
4個項目總共有128位運動員參賽，項目包括男子個人、女子個人、男子團體和女子團體。
128位運動員首先進行排名賽，以決定個人及團體項目的參賽資格及種子排名。每位運動員都必須使用反曲弓在70米距離發射72支箭。

### 個人項目
在淘汰賽階段，排名賽的前64名運動員按照名次配對進行對抗賽，例如第1名對第64名，第2名對第63名等。每場比賽有5局，每位選手每局可發射3箭，得分較高者勝出，勝者獲得2分，平分各得1分，最先獲得6分者勝出比賽。若5局之後2人點數相同將加射1箭，箭最接近中心者勝出。

### 團體項目
團體項目中每隊由3名運動員組成。首先會根據排名賽中3名運動員的成績總和排列出第1至16名的種子，配對與個人項目相同。每場比賽中每隊發射24支箭，分開4回合，每回合每隊各發射6支箭，每位運動員發射2支，限時2分鐘，勝出隊伍進入下一階段比賽。

## 比賽時間表
| ● | 預賽 | ● | 決賽 |

| 8月      | 5日 週五 | 6日 週六 | 6日 週六 | 7日 週日 | 7日 週日 | 8日 週一 | 9日 週二 | 10日 週三 | 11日 週四 | 11日 週四 | 12日 週五 | 12日 週五 |
| -------- | -------- | -------- | -------- | -------- | -------- | -------- | -------- | --------- | --------- | --------- | --------- | --------- |
| 男子個人 | ●        |          |          |          |          | ●        | ●        | ●         |           |           | ●         | ●         |
| 女子個人 | ●        |          |          |          |          | ●        | ●        | ●         | ●         | ●         |           |           |
| 男子團體 | ●        | ●        | ●        |          |          |          |          |           |           |           |           |           |
| 女子團體 | ●        |          |          | ●        | ●        |          |          |           |           |           |           |           |

## 參賽國家和地區
總共有來自56個國家和地區的射箭運動員參加本屆賽事。
- （4）
- 奥地利（1）
- 阿塞拜疆（1）
- （1）
- 白俄罗斯（1）
- 比利时（1）
- 不丹（1）
- 巴西（6）
- 加拿大（2）
- 智利（1）
- 中国（6）
- 哥伦比亚（4）
- 古巴（1）
- （1）
- 埃及（2）
- 爱沙尼亚（1）
- 斐济（1）
- 芬兰（2）
- 法国（3）
- （3）
- 德国（2）
- 希腊（1）
- 英国（2）
- 印度（4）
- 印度尼西亚（4）
- 伊朗（1）
- 意大利（6）
- 科特迪瓦（1）
- 日本（4）
- （2）
- （1）
- 利比亚（1）
- 马拉维（1）
- 马来西亚（3）
- 墨西哥（4）
- 摩尔多瓦（1）
- 蒙古（1）
- 缅甸（1）
- 尼泊尔（1）
- 荷兰（3）
- 朝鲜（1）
- 挪威（1）
- 波兰（1）
- 俄罗斯（3）
- 斯洛伐克（2）
- 韩国（6）
- 西班牙（4）
- 瑞典（1）
- 中华台北（6）
- 泰国（1）
- （2）
- 土耳其（2）
- 乌克兰（4）
- 美国（4）
- 委内瑞拉（2）
- 津巴布韦（1）

## 獎牌榜
| 排名 | 国家／地区      | 金牌 | 银牌 | 铜牌 | 總數 |
| ---- | --------------- | ---- | ---- | ---- | ---- |
| 1    | 韩国（KOR）     | 4    | 0    | 1    | 5    |
| 2    | 美国（USA）     | 0    | 1    | 1    | 2    |
| 3    | 法国（FRA）     | 0    | 1    | 0    | 1    |
| 3    | 俄罗斯（RUS）   | 0    | 1    | 0    | 1    |
| 3    | 德国（GER）     | 0    | 1    | 0    | 1    |
| 6    | （AUS）         | 0    | 0    | 1    | 1    |
| 6    | 中华台北（TPE） | 0    | 0    | 1    | 1    |
| 總計 | 總計            | 4    | 4    | 4    | 12   |

## 獎牌得主
| 項目              | 金牌                                   | 银牌                                                                      | 铜牌                                            |
| 男子個人 （詳細） | 具本粲 · 韩国（KOR）                   | 让-夏尔·瓦拉东 · 法国（FRA）                                              | 布雷迪·埃利森 · 美国（USA）                     |
| 男子團體 （詳細） | 韩国（KOR） · 金優鎮 · 具本粲 · 李成延 | 美国（USA） · 布雷迪·埃利森 · 扎克·加勒特 · 杰克·卡明斯基                 | （AUS） · 亚历克·波茨 · 瑞安·泰亚克 · 泰勒·沃思 |
| 女子個人 （詳細） | 張惠珍 · 韩国（KOR）                   | 莉萨·翁鲁 · 德国（GER）                                                   | 奇甫倍 · 韩国（KOR）                            |
| 女子團體 （詳細） | 韩国（KOR） · 張惠珍 · 崔美善 · 奇甫倍 | 俄罗斯（RUS） · 图亚娜·达希多尔日耶娃 · 克谢尼娅·佩罗娃 · 因娜·斯捷潘诺娃 | 中华台北（TPE） · 雷千瑩 · 林詩嘉 · 譚雅婷      |